# Alain Damasio
Pour les articles homonymes, voir Damasio.
Alain Damasio, de son nom de naissance Alain Raymond, né le 1er août 1969 à Lyon, est un écrivain de science-fiction et de fantasy et typoète français. Il a choisi son pseudonyme d'écrivain en l'honneur de sa grand-mère Andrée Damasio. Son domaine de prédilection est l'anticipation politique. Il marie ce genre à des éléments de science-fiction ou de fantasy et décrit des dystopies politiques.
Il est connu pour son ouvrage La Horde du Contrevent, qui remporte le grand prix de l'Imaginaire en 2006. Sa nouvelle Serf-Made-Man ? ou la créativité discutable de Nolan Peskine, parue dans le recueil Au bal des actifs. Demain le travail, remporte le même prix dans la catégorie « nouvelle francophone » en 2018.

## Biographie

### Famille et formation
Né Alain Raymond, le 1er août 1969 à Lyon d'un père carrossier et d'une mère agrégée d'anglais, Alain Damasio, qui choisit ce patronyme en l'honneur de sa grand-mère Andrée Damasio, obtient un baccalauréat scientifique. Il commence à écrire à l'âge de 20-21 ans.
Après une classe préparatoire aux écoles de commerce, il intègre l'ESSEC, dont il est diplômé en 1991[réf. nécessaire].
Il choisit de s'isoler, d'abord dans le Massif du Vercors puis à Nonza, en Corse, et ensuite dans les Alpes-de-Haute-Provence, où il participe à la création d'une « Zone d'expérimentation sociale terrestre et enchantée » (ZESTE), l'École des vivants,.
Il est le père de deux filles.

### Parcours littéraire
Son premier texte long vendu à plus de 150 000 exemplaires, La Zone du Dehors, est un roman d’anticipation qui s’intéresse aux sociétés de contrôle sous le modèle démocratique (inspiré des travaux de Michel Foucault et Gilles Deleuze), « dans lesquelles les citoyens se contrôlent mutuellement ».
Son second livre est récompensé par le grand prix de l'Imaginaire 2006 dans la catégorie « roman ». Proche « des épopées philosophiques aux accents révolutionnaires, des univers poétiques balayés par les vents », La Horde du Contrevent, véritable succès public vendu à 400 000 exemplaires, est régulièrement cité dans les « incontournables » de la science-fiction française,.
En 2009, il écrit La Rage du sage (essai politique et poétique sur notre époque) pour le single gratuit Memento mori du groupe Sliver.
Alain Damasio scénarise également Windwalkers, une série d'animation tirée de La Horde du Contrevent, avec Jan Kounen à la réalisation et Marc Caro à la direction artistique. Le projet ne verra pas le jour par manque de financement.
Il travaille ensuite sur un roman, Les Furtifs, description d'une « société de contrôle horizontal, où tout le monde contrôle tout le monde via les réseaux sociaux […] ». » Le roman sort en librairie en avril 2019.
En 2017, il collabore à la réalisation de séquences sonores mensuelles, Man'track, diffusées sur Phaune Radio,.
En mars 2021, il publie chez Rageot un court roman jeunesse, Scarlett et Novak, qui explore notre dépendance aux nouvelles technologies.
En 2024, il publie La Vallée du Silicium, dans lequel il dénonce le « technococon » , bulle numérique « que va devenir notre IA personnelle ».

### Prises de position
En mai 2018, Alain Damasio est signataire d'une pétition en collaboration avec des personnalités issues du monde de la culture pour boycotter la saison culturelle croisée France-Israël, qui, selon l'objet de la pétition, sert de « vitrine » à l'État d'Israël au détriment du peuple palestinien.
Défenseur de la ZAD de Notre-Dame-des-Landes, il fait partie des 15 intellectuels et écrivains à co-signer l'ouvrage collectif Éloge des mauvaises herbes - Ce que nous devons à la ZAD, coordonné par Jade Lindgaard. Sa nouvelle Hyphe…? imagine la ZAD en 2045, dans un monde où les villes ont été vendues aux enchères aux multinationales.
Il est signataire d'une pétition en avril 2019 demandant l'amnistie des gilets jaunes. Il co-signe en mai 2019, parmi 1 400 personnalités du monde de la culture, la tribune « Nous ne sommes pas dupes ! », publiée dans Libération, pour soutenir le mouvement des Gilets jaunes et affirmant que « Les gilets jaunes, c'est nous ».
Dans une tribune publiée le 30 mars 2020 dans Libération, il critique « l'incompétence sanitaire » du gouvernement lors de la gestion de la pandémie de Covid-19, ainsi que la menace d'une surveillance globale à l'aide des nouvelles technologies, notamment de drones et de géolocalisation, dont la police serait le « bras armé ».
En 2023, il participe à l'écriture du manifeste «On ne dissout pas un soulèvement», qu'il coécrit avec 40 auteurs en réaction à l'annonce de la dissolution des «Soulèvements de la Terre» par le Conseil des ministres. 

### Style
Des néologismes et expressions apparaissent souvent dans les ouvrages et l’univers de Damasio, qui tente, ce faisant, de créer des mots « denses, habités, et qui permettent en même temps à des gens de se réunir ».
À titre de liste non exhaustive de ces néologismes : « volte » (mot « révolte » auquel on retire le préfixe, et désignant la capacité de dépasser la réaction à une société disciplinaire en générant un ensemble de modes de vie qui sont du domaine de l’action, c'est également le nom donné à sa maison d’édition) ; « cosmopolitesse » (à savoir inventer des égards ajustés envers les autres formes de vie ; coproposé avec Baptiste Morizot); ou encore: « furvent », « airpailleur », « pharéole » (dans La Horde du Contrevent), « périféérie », « conforteresse », « mécanidé », « radicolo » (dans Les Furtifs).
Dans La Vallée du Silicium, « les pluriels neutres ont été féminisés une fois sur deux », une sorte de langage inclusif.

## Œuvres

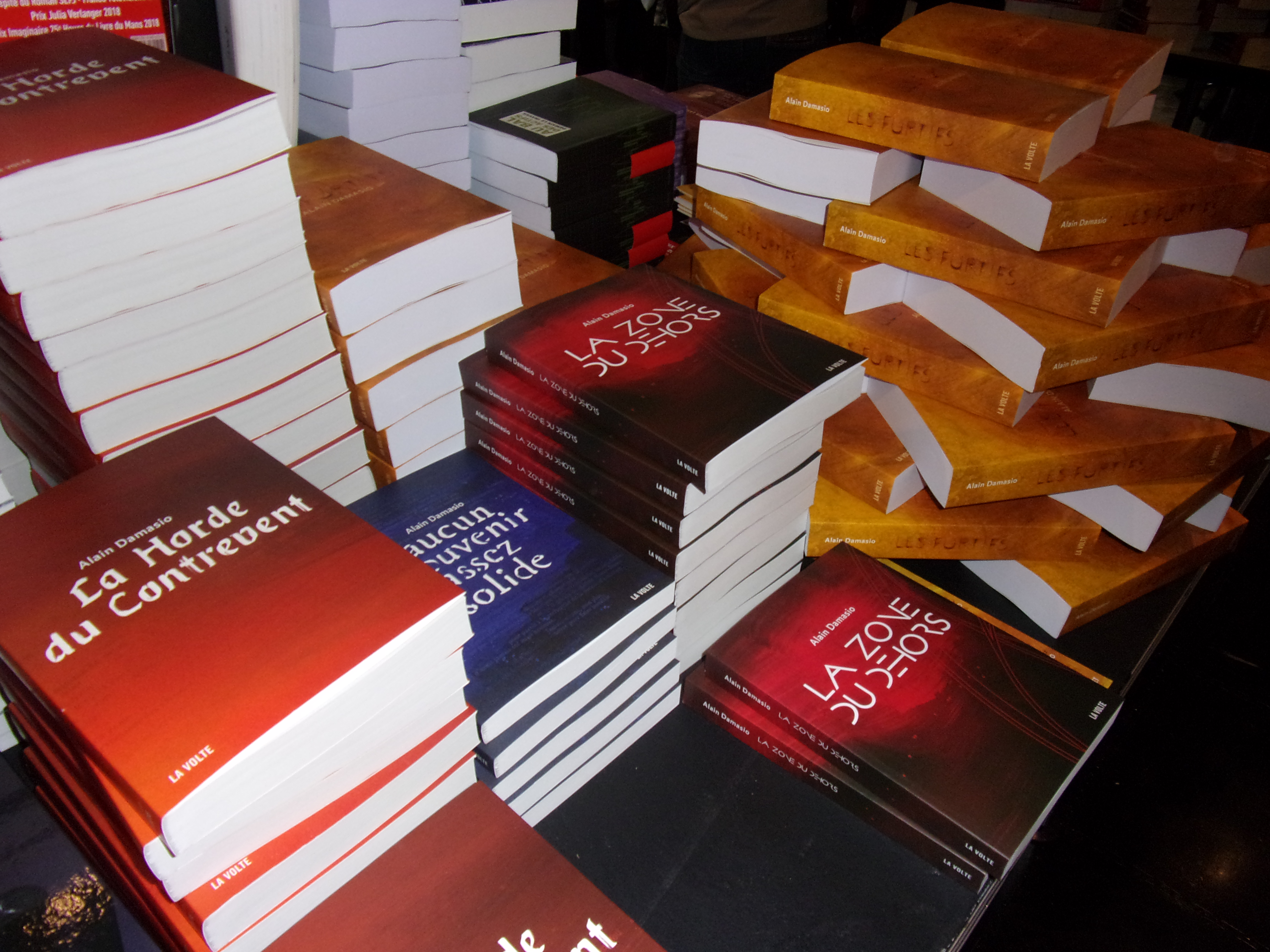
Romans d'Alain Damasio aux Utopiales 2019.

### Romans
- La Zone du Dehors, Éd. Cylibris, 1999 ; nouvelle version, La Volte, 2007Rééd. Gallimard, coll. « Folio SF » no 350, 2009
- La Horde du Contrevent, La Volte, 2004Rééd. Gallimard, coll. « Folio SF » no 271, 2007
- Les Furtifs, La Volte, 2019Rééd. Gallimard, coll. « Folio SF » no 674, 2021

### Recueil de nouvelles
- Aucun souvenir assez solide, La Volte, 2012Réédition Gallimard, coll. « Folio SF » no 474, 2014

### Nouvelles
- Les Aiguilleurs du ciel, dans Onze pour Mille, Cylibris, 2000.
- El Levir et le Livre, dans Libelle, éd. du DESS de la Sorbonne, 2001.
- Les Hauts® Parleurs®, dans Une autre mondialisation en mouvement ?, Mango, 2002, coll. « Regard sur demain ».
- Aucun souvenir assez solide, dans Galaxies, no 38, 2005.
- So phare away, dans Galaxies, no 42, 2007.
- Le Bruit des bagues, dans L'Expansion, no 723, 2007.
- Définitivement, dans Appel d'air, Les Trois Souhaits, 2007.
- Disparitions, dans Appel d'air, Les Trois Souhaits, 2007.
- Annah à travers la harpe, dans Ceux qui nous veulent du bien : 17 mauvaises nouvelles d'un futur bien géré, La Volte, 2010.
- Vos souvenirs sont notre avenir, dans Le Monde diplomatique, 2015.
- Exhorde et Le conte du Ventemps, dans L'étoffe dont sont tissés les vents, Hélios, 2015
- Demain commence aujourd'hui, dans Ballast, 2016.
- « Dual Universe », 2016[29],[30].
- L’Archipel des Calabs, dans Ballast, 2017.
- Serf-made man ? ou la créativité discutable de Nolan Peskine, dans Au bal des actifs. Demain le travail, La Volte, 2017[31].

### Jeunesse
- Scarlett et Novak, Rageot, 2021

### Autres écrits
- Sociétés de contrôle et cinéma, sur le site de La Zone du dehors.
- Appel d'air contre la narcose Sarkozy, sur le site de La Zone du dehors, 2007.
- La Rage du sage, in Memento mori, 2009 (avec Sliver).
- Texte de la chanson Bora, de l'artiste Rone.
- 701 000 heures de garde à vue, essai publié sur le site Playlist Society[32].
- La Seule Vraie Voie ?, dans le supplément du journal Libération « Demain la terre », novembre 2015[33].
- Mondiale™, « livre d’art fictionné »[31],[34], Beb-Deum, artiste numérique, et Alain Damasio, Les Impressions nouvelles, 2017.
- Notre-âme-des-landes, dans la revue Lundi matin le 10 mai 2018 à la suite des expulsions de la ZAD de Notre-Dame-Des-Landes[35].
- Arnaud Dollen, Alain Damasio, Pablo Servigne, Héloise Brézillon, Norbert Merjagnan, Fabrice Capizzano : Cross the Ages : La rune et le code. Publication sur le site de Cross the Ages. Sortie physique du livre prévue pour décembre 2022[36].
- Joie, dans l'ouvrage collectif On ne dissout pas un soulèvement, 40 voix pour Les soulèvements de la terre (2023 - Seuil).
- Vallée du silicium, Seuil, 2024

#### Préfaces
- Denis Robert (préf. Alain Damasio), Travailleur médiatique : Résister à la fabrication du consentement, Massot, 2021, 446 p. (ISBN 9782380353327)

#### Postfaces
- Alessandro Pignocchi, La recomposition des mondes, postface d'Alain Damasio, Éditions du Seuil, 2019 (ISBN 9782021421224).

- Baptiste Morizot, Manières d'être vivant, postface d'Alain Damasio, Actes Sud, 2020  (ISBN 978-2-330-12973-6).
- Mathieu Bablet, Carbone & Silicium, postface d'Alain Damasio, Ankama, 2020.

### Créations sonores

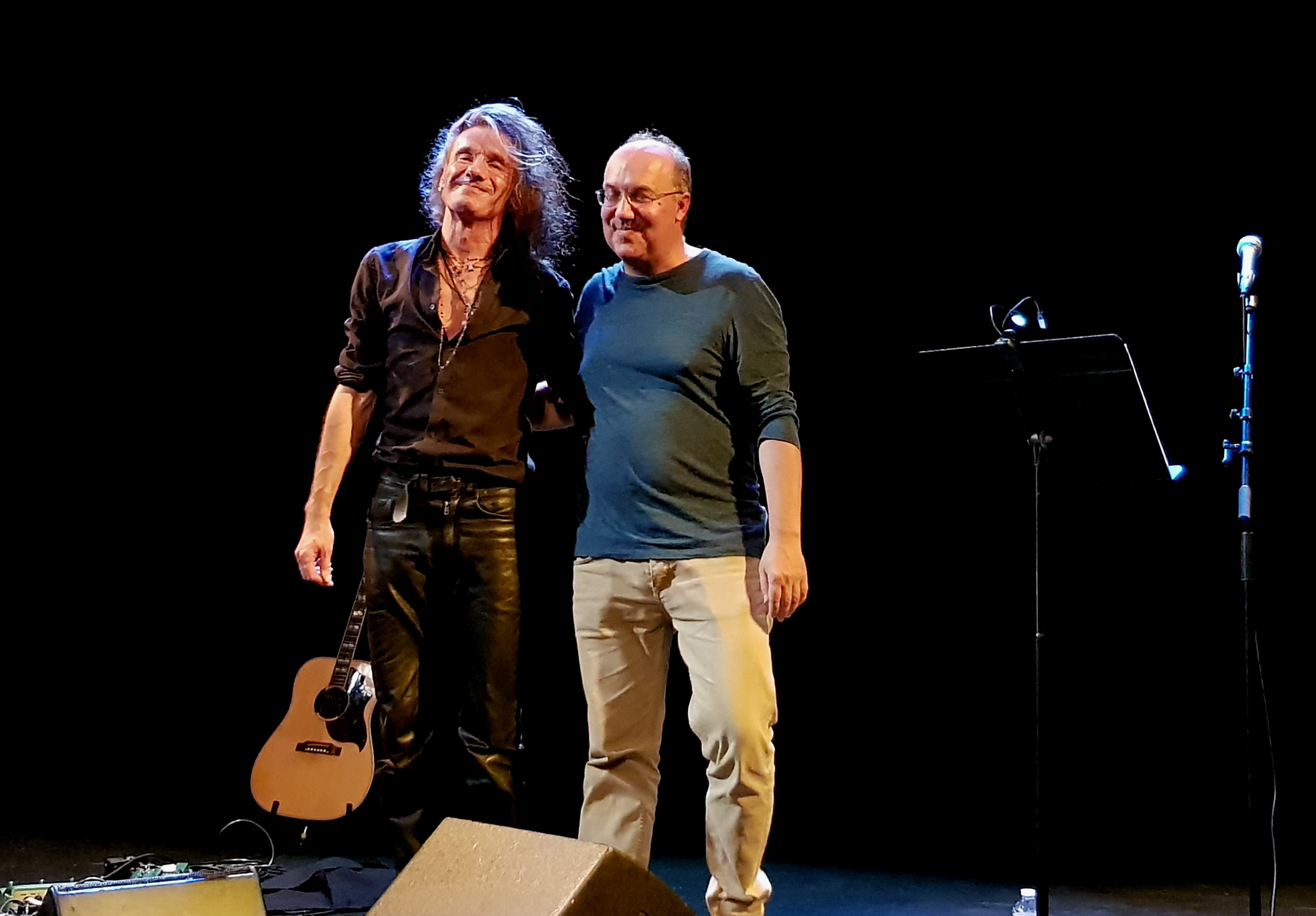
Concert-lecture Entrer dans la couleur avec Yan Péchin (2019).

Alain Damasio s'intéresse particulièrement à la musicalité de l'écriture et aux potentialités du son comme langage. Il a travaillé à plusieurs reprises sur des adaptations sonores de ses textes mais également des créations inédites. Depuis septembre 2013, il prête également sa voix et sa plume pour plusieurs jingles de Phaune Radio.
- Les Chrones[40], adaptation sonore de plusieurs extraits de La Horde du Contrevent[41] a reçu le prix Coup de cœur du jury au festival des radiophonies 2012.
- La Sansouïre[42],[43], une promenade sonore sur la plage Napoléon à Port-Saint-Louis-du-Rhône réalisée dans le cadre de l’invitation de Radio Grenouille pour Marseille-Provence 2013.
- En 2014, il lance avec les réalisateurs sonores Floriane Pochon et Tony Regnauld le projet Phonophore, une mise en sons de l'univers narratif de son roman à paraître Les Furtifs, composé de 42 pièces sonores (paysages sonores, entretiens, docu-fictions...)[44]. Le projet est lauréat de la bourse de la Fondation Beaumarchais-Orange en mai 2014.
- Fragments hackés d'un futur qui résiste[45] est une pièce créée pour le Festival des Libertés 2014 à Bruxelles (Belgique)[46] sur un scénario d'Alain Damasio réalisé par le studio d'arts sonores Tarabust et Phaune Radio[47]. Cette pièce remporte en 2015 le grand prix de la fiction radiophonique de la Société des gens de lettres[48].
- Mare Perchée[49], une balade sonore imaginée pour le parc des Beaumonts à Montreuil en janvier 2015.
- En 2009, il collabore avec Rone (Erwan Castex) pour créer "Bora vocal".
- En 2019, pour la sortie des Furtifs, Alain Damasio collabore avec le guitariste et compositeur Yan Péchin pour créer une bande originale intitulée Entrer dans la couleur[50]. Les deux hommes sillonnent la France pour une série de concerts-lectures[51].
- En 2021, en soutien à la ZAD de la Colline du Mormont (Eclepens, Suisse), il écrit un slam mis en musique et mixé par Laurent Pernice de Palo Alto[52],[53], groupe avec lequel il joue à Marseille puis Paris une adaptation scénique de Les Furtifs.

### Jeux vidéo
Cofondateur du studio Dontnod Entertainment en 2008 avec Aleksi Briclot, Hervé Bonin, Jean-Maxime Moris et Oskar Guilbert, il assure la direction narrative de l'entreprise de 2008 à 2010 avant de confier son poste à Stéphane Beauverger pour se consacrer à l'écriture de son futur roman Les Furtifs.
Il établit les deux premières bibles narratives du jeu Remember Me (univers narratif, thèmes et personnages) avant de diriger un atelier d'écriture de sept personnes pour établir la bible complète de 1 000 pages et la première version du scénario. Stéphane Beauverger la réécrira ensuite six fois pour l'adapter aux contraintes du jeu vidéo. Remember Me, publié en juin 2013, s'est vendu à plus d'un million d'exemplaires. Le jeu a reçu le prix du meilleur scénario aux Paris Game Awards.
Damasio est également crédité comme script consultant pour l'épisode 1 du jeu vidéo Life Is Strange.
En 2016, Alain Damasio rédige une nouvelle qui sert de scénario de base pour le jeu Dual Universe,.
En 2021, il écrit en collaboration avec 5 autres auteurs le livre Cross The Ages : Grimoire Chromé, qui sert de scénario de base pour le jeu de Cross the Ages. L'histoire se déroule dans un univers dystopique partagé entre un peuple ultra-connecté et un peuple aux pouvoirs magiques puissants.

## Collaborations
- En 2007, Alain Damasio est cité comme collaborateur dans Engagés ! de Fabrice Colin (éditions L'Atalante, coll. « Comme un accordéon ») : « avec la collaboration d'Alain Damasio », bien que sa contribution à l'ouvrage ne soit pas clairement définie.
- En 2008, Rone utilise la voix de Damasio pour son morceau Bora (in Bora EP, InFiné/Discograph), morceau de techno minimale. Il s'agit de l'extrait du journal intime audio qu'Alain Damasio tenait lors de l'écriture de La Horde du Contrevent[61]. Par la suite, celui-ci participe à plusieurs concerts de Rone, notamment à la Philharmonie de Paris le 14 janvier 2017 où il intervient sur quatre titres y compris Bora, dont les paroles originales ont été remaniées[62].
- En 2009, il écrit La Rage du sage pour le single gratuit Memento mori du groupe Sliver (winged skull records / we are all liars records). Le single a été tiré à 1 000 exemplaires[63].
- En 2011, il apparaît dans le documentaire en ligne INSITU d'Antoine Viviani, lors d'une séquence tournée dans le quartier de la Défense en banlieue parisienne, dans laquelle il parle de son rapport à l'espace urbain. Sa voix résonne dans le centre commercial Les Quatre Temps et il mentionne ensuite son travail sur les Clameurs dans La Zone du dehors.
- En 2015, il collabore à nouveau avec Antoine Viviani pour l'écriture de la voix off du film documentaire Dans les limbes, dans lequel une intelligence artificielle, interprété par Nancy Huston, se réveille dans un centre de données informatiques, comme si Internet était la dernière trace de l'Humanité[64].
- En 2017, l'auteur de bande dessinées Eric Henninot sort le premier tome de la Horde du Contrevent aux éditions Delcourt, adaptation du roman éponyme, en collaboration avec Alain Damasio[65]. Le deuxième tome de la série paraît en 2019[66].
- En 2020, il est rédacteur en chef du hors-série du magazine Socialter dénommé « IMAGINAIRES » et titré « Le réveil des imaginaires »[67].
- En 2020, il collabore avec le groupe Palo Alto pour la chanson Triptych / Gilles Deleuze est mort, parue sur l'album Difference and Repetition, a Musical Evocation of Gilles Deleuze[68].
- En 2021, il collabore à nouveau avec Rone sur l'album Rone & Friends en interprétant le titre Un en duo avec Mood, puis en 2022 où il ajoute sa voix sur le titre Babel sur l'album Ghosts.
- En 2024, il collabore avec le groupe Megadog Mammouth sur leur premier album Le tremblement. Il interprète le texte d'ouverture intitulé Intro - Les géants qui veillent.

## Conférences
- En 2009, il fait un exposé d'une heure intitulé « L'homme qui prenait sa femme pour un clavier ou l’anthropotechnique à l'épreuve de la pire des science-fictions : celle qui s’interroge », sur le sujet de l'interaction homme-machine lors de la réunion IHM 2009 : 21e conférence francophone sur l'interaction homme-machine[69].
- Conférence Convention 2010 : Société de contrôle & Liberté[70].
- En 2010, il est invité au festival des mondes imaginaires Les Imaginales à Épinal pour donner une conférence sur son travail d'écriture[71].
- En 2012, il participe à plusieurs conférences organisées par le festival de l’Imaginaire grenoblois Rêves d'Ailleurs[72] à Grenoble sur les thèmes « Dystopies et nouvelles technologies »[73] et « Invasion, le zombie comme figure de l’Autre »[74].
- Depuis 2010, il est régulièrement invité à Nantes pour le festival Utopiales où il a participé à de nombreuses conférences.
  - 2010 : « Les Réseaux, un monde sans frontières ? »[75] et « Nanotechnologie, aux frontières de l’infiniment petit »[76].
  - 2012 : « De l’écriture au scénario »[77], « Science-fiction et jeu vidéo »[78] et « Une technologie de l’invisible »[79].
  - 2013, « Citoyens du futur »[80], « Interface cerveau/machine »[81] ainsi qu'une conférence intitulée « Philosophie et jeu vidéo »[82].
- Le 5 octobre 2014, il donne une conférence à TEDx Paris au théâtre du Châtelet sur le thème « Très humain plutôt que transhumain ? »[83].
- Aux Intergalactiques de Lyon, il présente en octobre 2015 son dernier projet transmédia, Fusion. Il s'agit d'un univers où il est possible de vivre les souvenirs d'autrui grâce à la mémoire de l'eau. La première étape du projet consiste à réunir six artistes pour créer une bible avant d'envisager différentes adaptations[84].
- Le 5 novembre 2015, il présente une fiction Le Crowdfunding jusqu'où ? où il décrit le quotidien de Novak en 2030 qui évolue dans un univers où le financement participatif est omniprésent, dans le cadre des Finance-Fiction organisé par l'association Popfinance lors des rencontres euroméditerranéennes à Marseille[85].
- Le 15 mars 2017, il est l’invité d’honneur de la table ronde « Quelle poésie pour l’humanité augmentée ? », consacrée à la poésie et à la science-fiction, organisée par la bibliothèque de l’EPFL à Lausanne, Suisse, au Rolex Learning Center (en partenariat avec la Maison d’Ailleurs)[86].
- Le 11 avril 2019 il est invité par Thinkerview pour répondre en direct à la question suivante : "Alain Damasio : l'intuition de la science fiction ?", où il revient en profondeur sur toute la pensée politique et philosophique qui structure sa pensée et ses écrits. Il y explique par exemple le concept de "technococon"[87].
- Le 5 juin 2019 il est l'un des invités d'une table ronde intitulée "Désincarcérons le futur : surveillance partout, utopie nulle part ?"[88] donné à La Base.
- Le 19 août 2019, il donne une conférence sur les Gilets jaunes en compagnie de David Dufresne lors des Écrits d'Août[89] d'Eymoutiers.
- Le 27 septembre 2020, il donne une Masterclass au Forum des Images dans le cadre de la 3e édition de Newlamages Festival, qui s'intitule "Des GAFA à GAÏA". Damasio revient sur les imaginaires qu'il déploie pour mettre au jour le pouvoir de la fiction, en tant qu'elle permet de créer de nouveaux modèles politiques[90].
- Le 1er novembre 2020, il est interviewé dans l'émission Une journée particulière sur France Inter où il évoque particulièrement la mémoire de Gilles Deleuze, créateur du concept de "société de contrôle" et mort par suicide il y a 25 ans, au moment du mouvement contre le plan Juppé, philosophe qui a largement inspiré son œuvre et son roman Les Furtifs[91].

Les enregistrements sonores ou vidéos de nombre de ses conférences sont disponibles sur le site ActuSF.

## Prix

### Prix littéraires
- 2006 : grand prix de l'Imaginaire du meilleur roman français pour La Horde du Contrevent[93]
- 2006 : prix Imaginales des lycéens pour La Horde du Contrevent[94]
- 2007 : prix européen Utopiales des pays de la Loire pour La Zone du Dehors[95]
- 2014 : prix special Elbakin [96] pour La Horde du Contrevent
- 2018 : grand prix de l'Imaginaire de la meilleure nouvelle francophone pour Serf-Made-Man ? ou la créativité discutable de Nolan Peskine (in Au bal des actifs, La Volte)
- 2020 : grand prix de l'Imaginaire du meilleur roman francophone pour Les Furtifs[93]

### Autres prix
- 2014 : Prix SACD de la Création Numérique[97] pour Remember Me ainsi que l'ensemble de son œuvre numérique
- 2015: Grand prix de la fiction radiophonique de la SGDL pour Fragments hackés d'un futur qui résiste, Phaune Radio[98]

## Éditions La Volte
Les livres d'Alain Damasio publiés par La Volte ont la particularité de ne pas être « que » des livres mais des « objets-livres » : ainsi, une édition de La Zone du dehors est accompagnée d'un DVD contenant un court-métrage, des animations en 3D et d'autres « bonus » censés prolonger l'expérience de lecture ; La Horde du Contrevent est accompagnée d'une « bande originale de livre » (BOL) composée par Arno Alyvan.